# Union (Alabama)
Union es un pueblo ubicado en el condado de Greene en el estado estadounidense de Alabama. En el censo de 2000, su población era de 227.

## Demografía
En el 2000 la renta per cápita promedia del hogar era de $22,031 , y el ingreso promedio para una familia era de $28,125. El ingreso per cápita para la localidad era de $10,842. Los hombres tenían un ingreso per cápita de $30,625 contra $17,083 para las mujeres.

## Geografía
Union está situado en 32°59′39″N 87°54′19″O / 32.99417, -87.90528 (32.994164, -87.905313)
Según la Oficina del Censo de los EE. UU., la ciudad tiene un área total de 6.86 millas cuadradas (17.76 km²).